# Paul Kammerer

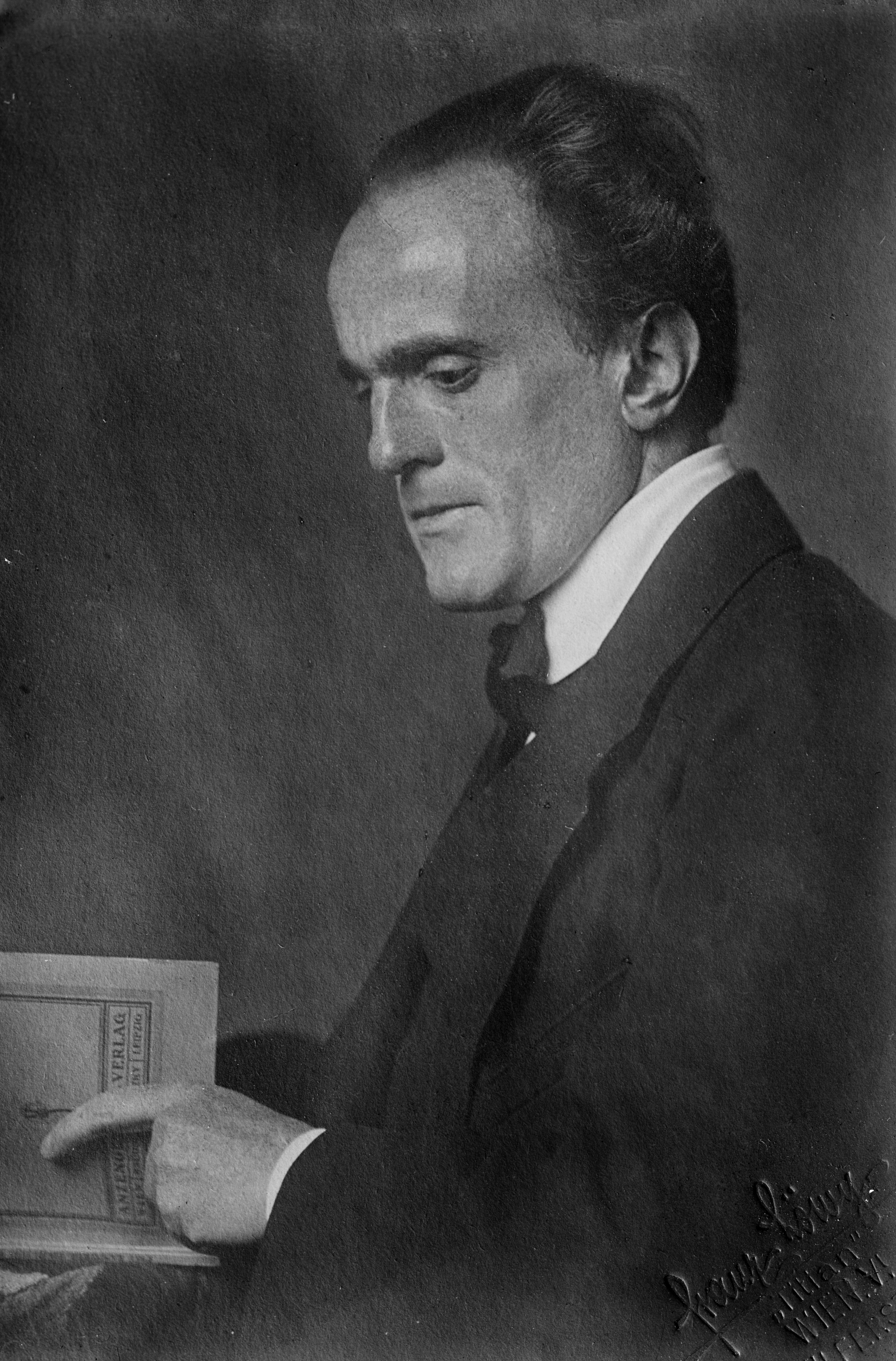
Paul Kammerer

Paul Kammerer (ur. 17 sierpnia 1880 w Wiedniu, zm. 23 września 1926 w Puchberg am Schneeberg) – austriacki biolog, lamarkista.
Syn bogatego właściciela fabryki. Studiował na Akademii Sztuk Pięknych w Wiedniu. Studia rozpoczął na wydziale muzyki, ukończył je już jednak na wydziale nauk przyrodniczych. Specjalizował się w badaniach płazów. Był zwolennikiem sformułowanej przez Jeana Baptiste de Lamarcka teorii o dziedziczeniu cech nabytych w czasie życia osobnika. Przed I wojną światową rozpoczął eksperymenty z płazami z rodzaju Alytes, które w przyrodzie rozmnażają się w środowisku lądowym, zmuszając je do robienia tego w wodzie. U generacji potomnych zauważył pojawienie się czarnej pigmentacji na palcach, charakterystycznej dla gatunków rozmnażających się w wodzie. Ogłosił, że badane zwierzęta uzyskały całkowicie nową cechę pod wpływem zmiany środowiska i przekazały ją następnie potomstwu, co miało potwierdzać teorię Lamarcka. Praca Kammerera spotkała się z powszechnym podziwem, otrzymał nawet ofertę pracy w Moskwie. Inni naukowcy nie mogli jednak powtórzyć w warunkach laboratoryjnych wyników jego eksperymentów, a genetycy tacy jak William Bateson z Cambridge University podważali ich autentyczność.
7 sierpnia 1926 roku na łamach Nature ukazał się artykuł G.K. Noble’a z Amerykańskiego Muzeum Historii Naturalnej, który po przebadaniu okazów płazów Kammerera ogłosił, że w rzeczywistości nie zaszła u nich żadna pigmentacja, lecz ktoś wstrzyknął im pod skórę tusz. Kammerer bronił się, obwiniając swoich asystentów. Ostatecznie w sześć tygodni później popełnił samobójstwo, strzelając sobie w głowę.
Paul Kammerer cieszył się popularnością w Związku Radzieckim, na co wpływ miał fakt, iż jego poglądy na temat dziedziczenia współgrały z teoriami głoszonymi przez Trofima Łysenkę. W 1928 roku Grigorij Roszal nakręcił film Salamandra, zainspirowany postacią Kammerera.
Kammerer opublikował w 1919 roku książkę „Das Gesetz der Serie” (Prawo serii) dotyczącą powtarzania się identycznych zdarzeń (koincydencji) czyli, w języku potocznym, nadzwyczajnych zbiegów okoliczności. Przeprowadzał obserwacje spotkań w tym samym dniu kilku osób o tym samym nazwisku, częstotliwości wchodzenia do sklepów przez klientów, obserwował ludzi w parku, próbując wykazać, że przechodnie o danym wieku, płci czy ubiorze pojawiają się z określoną regularnością. Na podstawie tych spostrzeżeń doszedł do wniosku, że wiele zdarzeń występuje „seriami”. Jego obserwacje były prawidłowe, chociaż część była o charakterze anegdotycznym; jednak w swojej analizie obserwacji popełniał błąd wynikający z braku zrozumienia rozkładu Poissona. Książka ta była jedną z pierwszych publikacji dotyczących badań „prawa serii”. Wprawdzie Kammerer nie sformułował wyraźnie tego prawa, ale jego błędna analiza wyników obserwacyjnych może być interpretowana tak, że we Wszechświecie nie istnieje przypadek, a część zdarzeń zachodzi w określonym miejscu i czasie na skutek działania pewnych niewidzialnych sił.